# Galleria Giannoni
La Galleria Giannoni di Novara è una delle più importanti collezioni di arte moderna piemontesi, comprendente opere dell'Ottocento e degli inizi del Novecento. È situata nel complesso monumentale del Broletto, nel centro storico della città.

## Artisti principali
La galleria ospita oltre 160 opere pittoriche italiane del XIX e XX secolo in un percorso espositivo suddiviso in dieci sezioni tematiche.
Il pregio delle opere esposte e degli autori trattati rende importante la galleria a livello nazionale. Nelle sue sale si possono ammirare capolavori di Francesco Filippini, Felice Casorati, Giovanni Segantini, Gaetano Previati, Giovanni Fattori, Silvestro Lega, Plinio Nomellini, Guido Boggiani, Enrico Lionne, Giovanni Sottocornola, Pio Sanquirico, Eugenio Gignous, Leonardo Bazzaro, Rubaldo Merello, Carlo Fornara, Luigi Steffani, Giovanni Battista Ciolina, Angelo Morbelli, Beppe Ciardi, Sergio Bonfantini e Sebastiano Vassalli.

## Storia
La collezione fu donata al Comune di Novara negli anni '30 del Novecento dal collezionista locale Alfredo Giannoni.
È stata chiusa al pubblico dal 1986 al marzo 2011, in occasione dei 150 anni dell'Unità d'Italia.
Dalla fine del 2020 è stata nuovamente oggetto di lavori di restyling e di riallestimento secondo un nuovo percorso espositivo, fino alla riapertura al pubblico il giorno 25 settembre 2021.